# غاستون كامبي
غاستون كامبي (بالإسبانية: Gastón Campi) هو لاعب كرة قدم أرجنتيني في مركز الدفاع، ولد في 6 أبريل 1991 في لانوس في الأرجنتين. لعب مع نادي راسينغ.

## وصلات خارجية
- غاستون كامبي على موقع اتحاد تركيا (لاعب) (الإنجليزية)
- غاستون كامبي على موقع قاعدة بيانات كرة القدم.إي يو (الإنجليزية)
- غاستون كامبي على موقع Soccerway.com (الإنجليزية)
- غاستون كامبي على موقع AS.com (الإسبانية)